# Departamentele Nigerului

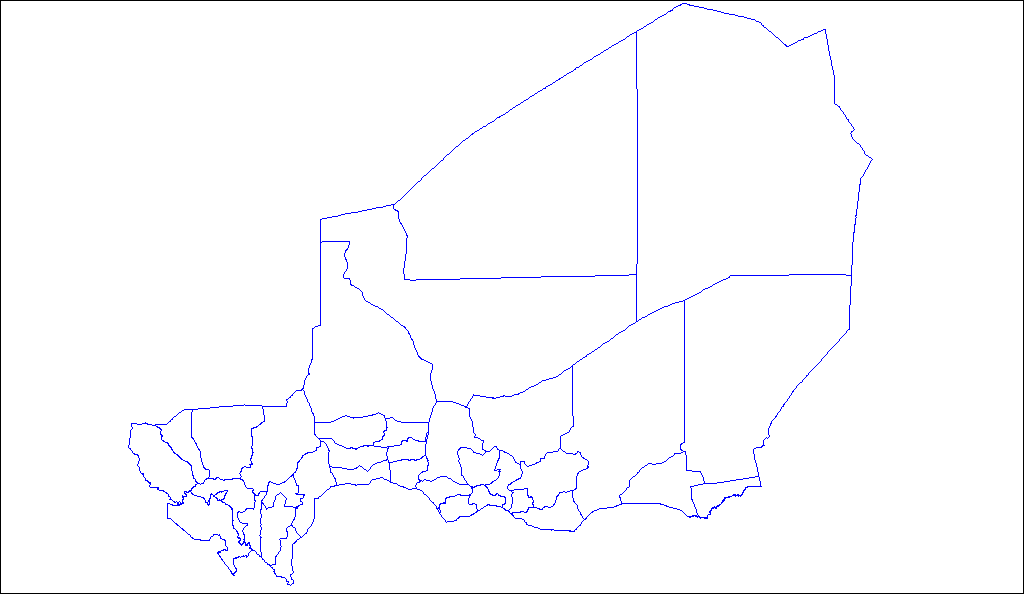
Cele 36 de departamente din Niger

Departamentele reprezintă cel de-al doilea nivel al organizării administrative din Niger. Cele 7 regiuni ale Nigerului sunt împărțite în 36 de departamente (în franceză départements). Țara este în proces de trece la o subdivizare în 63 de departamente după ce în august 2011 Adunarea Națională a Nigerului a aprobat un proiect de lege de creare a 27 de departamente noi.
Capitalele celor 27 de departamente urmează să fie: Aderbissanat, Iférouane, Ingall, Bosso, Goudoumaria, N'Gourti, Dioundiou, Falmèye, Tibiri, Bermo, Gazaoua, Bagaroua, Tassara, Tillia, Abala, Ayérou, Ballayara, Bankilaré, Banibangou, Gothèye, Torodi, Belbédji, Damagaram Takaya, Dungass, Takiéta, Tesker.
Mai jos sunt listate cele 36 de departamente actuale.

## Regiunea Agadez
- Departamentul Arlit (Arlit)
- Departamentul Bilma (Bilma)

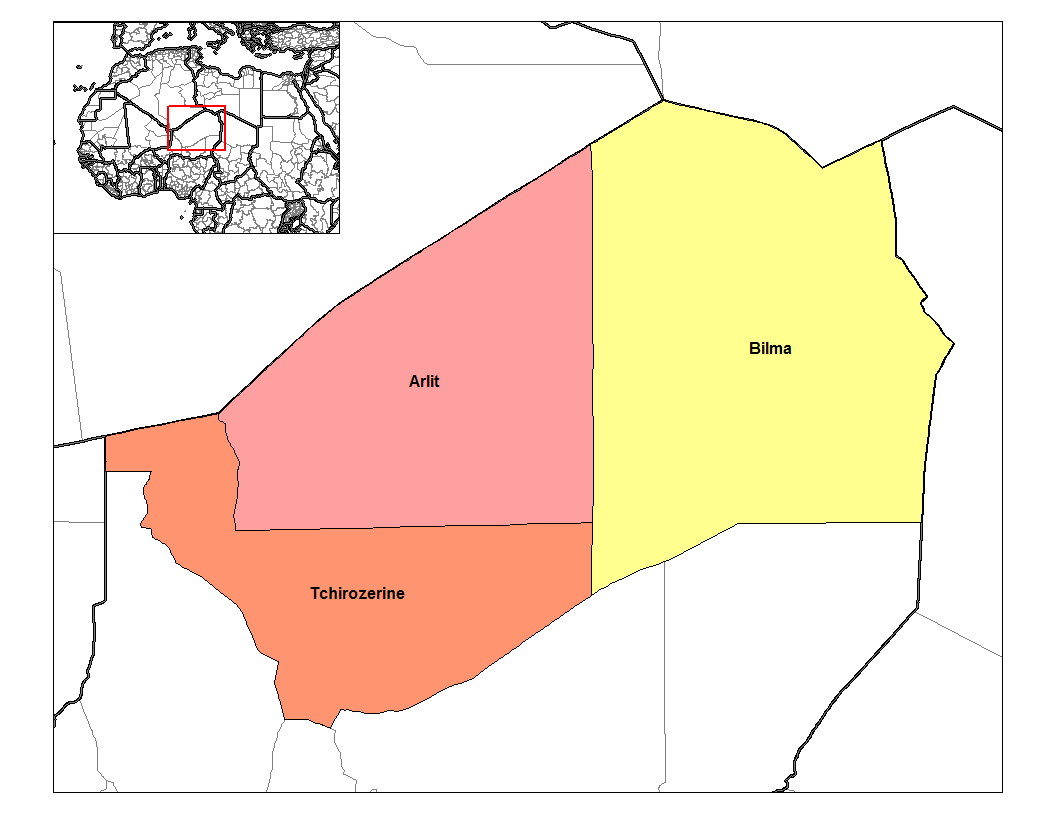
Departamentele din Agadez

- Departamentul Tchirozerine (Tchirozerine)

## Regiunea Diffa
- Departamentul Diffa (Diffa)

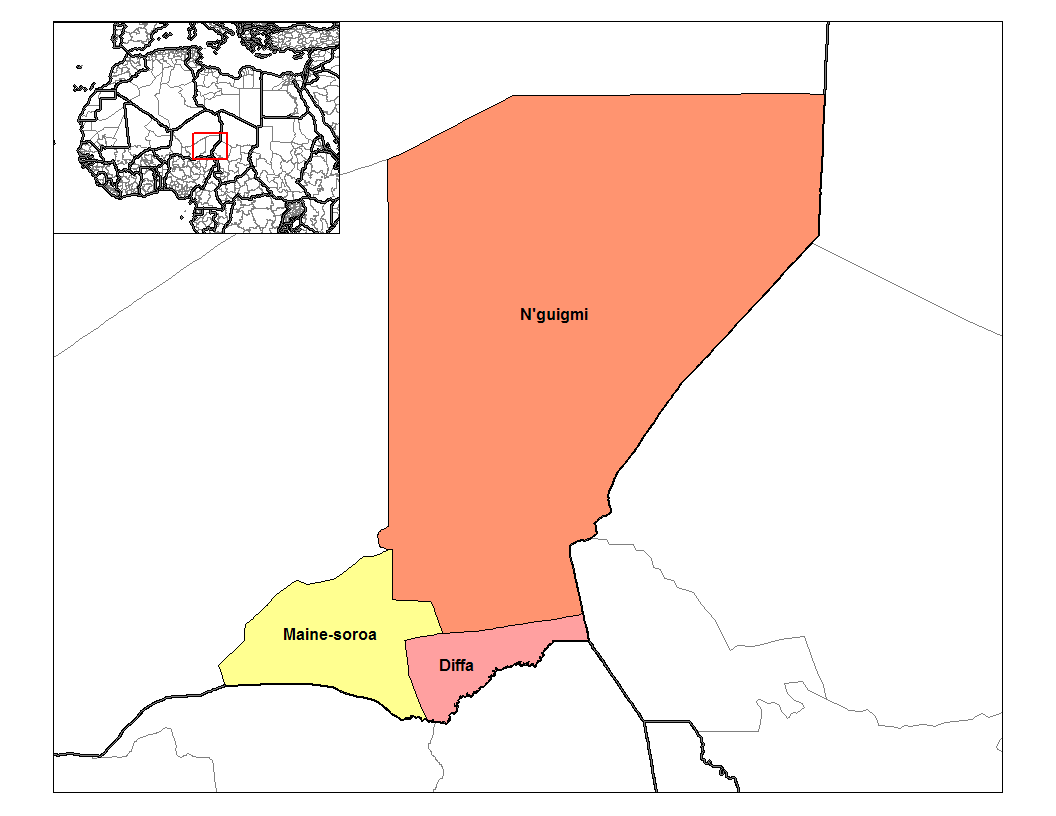
Departamentele din Diffa

- Departamentul Maine-Soroa (Maine-Soroa)
- Departamentul N'guigmi (N'guigmi)

## Regiunea Dosso
- Departamentul Boboye (Boboye)

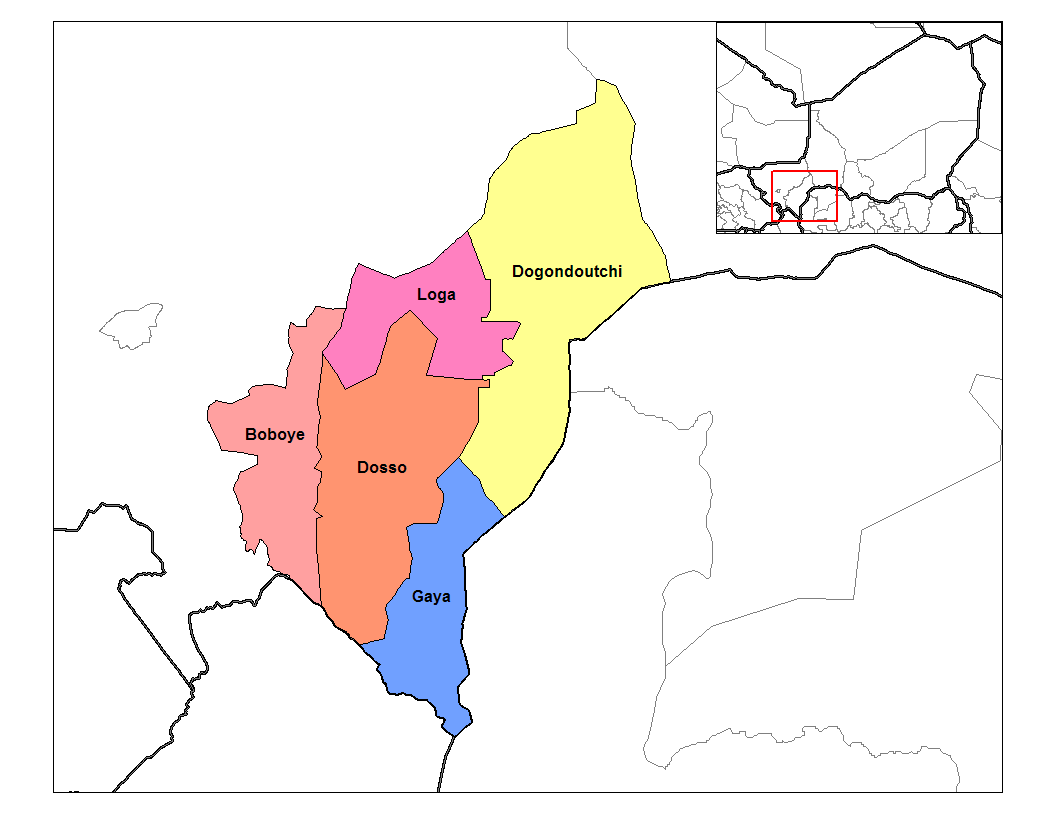
Departamentele din Dosso

- Departamentul Dogondoutchi (Dogondoutchi)
- Departamentul Dosso (Dosso)
- Departamentul Gaya (Gaya)
- Departamentul Loga (Loga)

## Regiunea Maradi
- Departamentul Aguie (Aguie)
- Departamentul Dakoro (Dakoro)

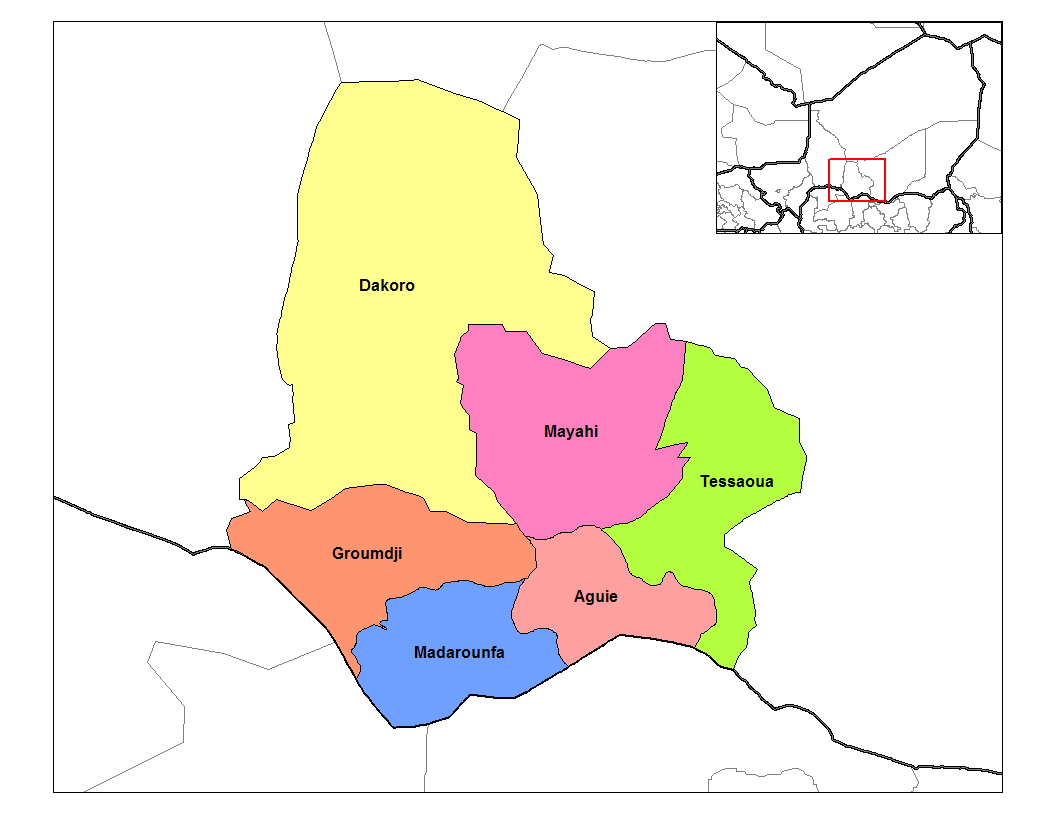
Departamentele din Maradi

- Departamentul Guidan Roumdji (Guidan Roumdji)
- Departamentul Madarounfa (Madarounfa)
- Departamentul Mayahi (Mayahi)
- Departamentul Tessaoua (Tessaoua)

## Regiunea Tahoua
- Departamentul Abalak (Abalak)
- Departamentul Birni N'Konni (Birni N'Konni)
- Departamentul Bouza (Bouza)
- Departamentul Illéla (Illéla)
- Departamentul Keita (Keita)
- Departamentul Madaoua (Madaoua)
- Departamentul Tahoua (Tahoua)

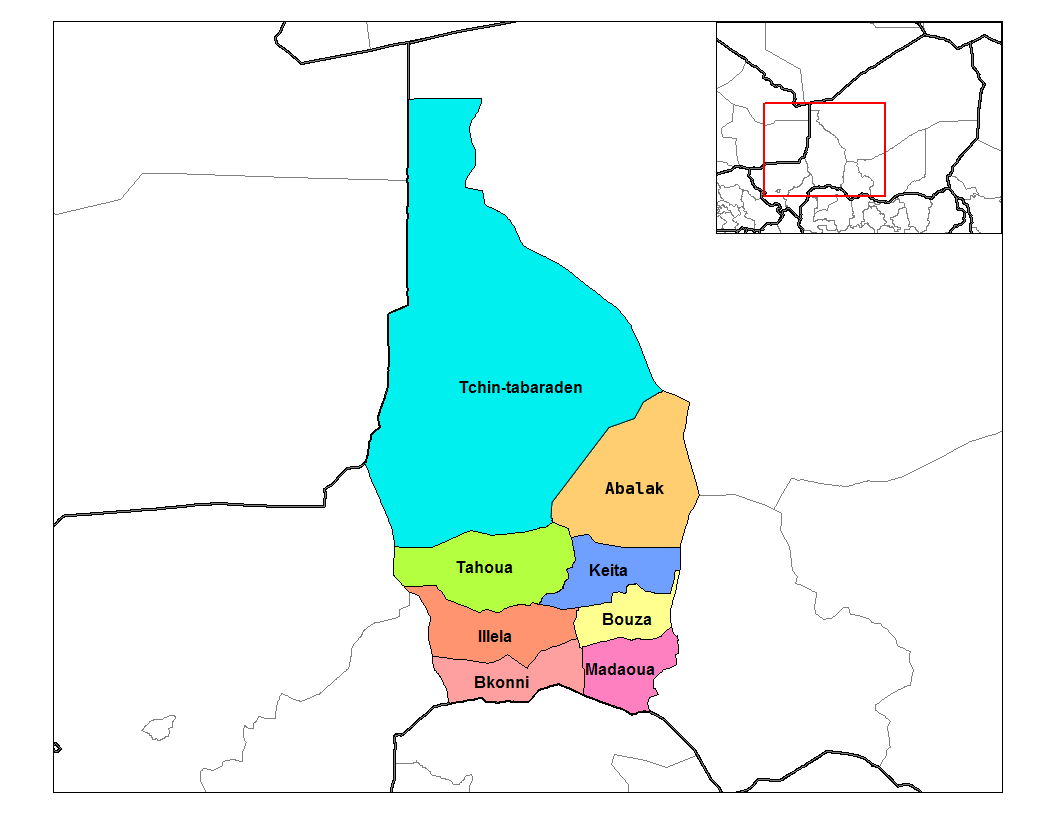
Departamentele din Tahoua

- Departamentul Tchintabaraden (Tchin-Tabaraden)

## Regiunea Tillabéri
- Departamentul Filingue (Filingue)
- Departamentul Kollo (Kollo)
- Departamentul Ouallam (Ouallam)
- Departamentul Say (Say)
- Departamentul Téra (Téra)

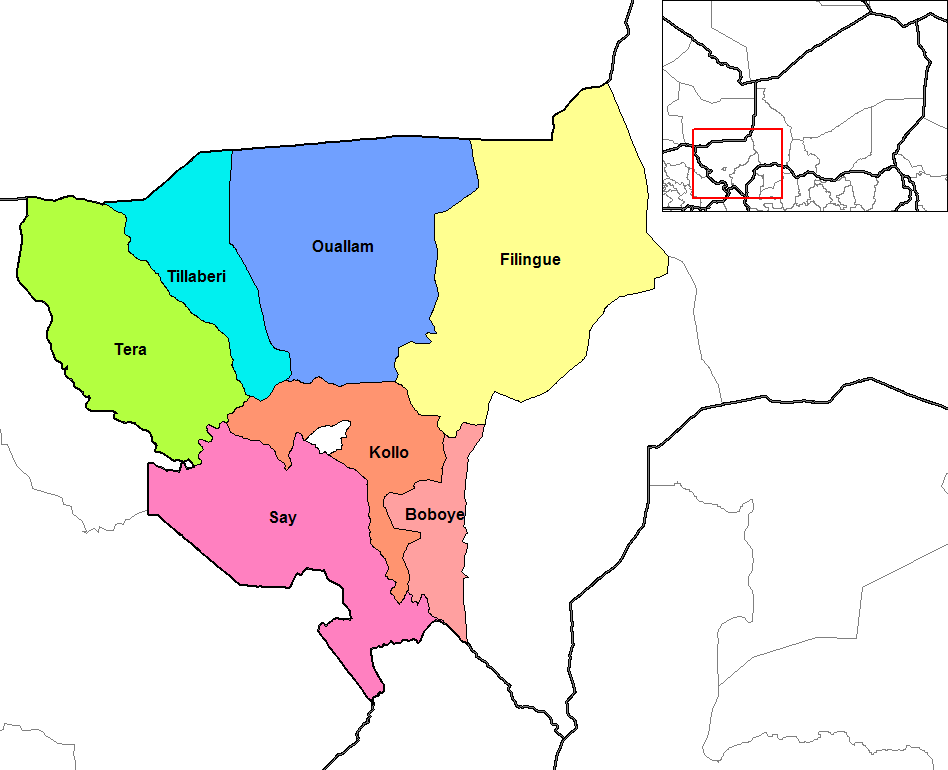
Departamentele din Tillaberi

- Departamentul Tillabéri (Tillabéri)

## Regiunea Zinder
- Departamentul Goure (Goure)
- Departamentul Magaria (Magaria)
- Departamentul Matamèye (Zinder)
- Departamentul Mirriah (Mirriah)
- Departamentul Tanout (Tanout)